# Cyornis ruficauda
Cyornis ruficauda là một loài chim trong họ Muscicapidae.